# Cladocarpus bonnevieae
Cladocarpus bonnevieae is een hydroïdpoliep uit de familie Aglaopheniidae. De poliep komt uit het geslacht Cladocarpus. Cladocarpus bonnevieae werd in 1909 voor het eerst wetenschappelijk beschreven door Jäderholm. 